# Pilatovci
 Ovo je glavno značenje pojma Pilatovci. Za druga značenja pogledajte Pilatovci (razdvojba).
Pilatovci su naselje u Republici Hrvatskoj, u sastavu Grada Ozlja, Karlovačka županija. 

## Stanovništvo
Prema popisu stanovništva iz 2001. godine, naselje je imalo 31 stanovnika te 16 obiteljskih kućanstava.
| broj stanovnika | 101   | 124   | 134   | 124   | 143   | 151   | 145   | 178   | 122   | 129   | 103   | 67    | 43    | 48    | 31    | 22    | 19    |
|                 | 1857. | 1869. | 1880. | 1890. | 1900. | 1910. | 1921. | 1931. | 1948. | 1953. | 1961. | 1971. | 1981. | 1991. | 2001. | 2011. | 2021. |